# スパゲティボウル現象
スパゲティボウル現象（英: spaghetti bowl effect）とは、自由貿易協定（FTA）の問題点をスパゲティが入ったボウルに例えて表現した経済学の概念。
自由貿易協定（FTA）によって特定国産品の関税が軽減・撤廃されることで、通常の経済効率性とは異なる錯綜した形で交易が行われるようになる事態を指している。
ジャグディーシュ・バグワティーが1995年に出版した『U.S.Trade Policy: The Infatuation with Free Trade Areas』（The AEI Press）で用いたのが最初とされる。